# Saison 2022-2023 du Paris Saint-Germain
Maillots
Chronologie
Saison précédente Saison suivante
La saison 2022-2023 du Paris Saint-Germain est la 53e saison de son histoire et la 49e saison d'affilée en première division.

## Résumé de la saison
Le départ de Leonardo lors du dernier match de la saison 2021-2022 permet la venue de Luís Campos en tant que conseiller football au début du mois de juin 2022. Quelques semaines plus tard, c'est au tour de l'entraîneur Mauricio Pochettino d'être remercié. Pour le remplacer, Campos soumet le nom surprise du français Christophe Galtier. L'ancien entraîneur emblématique de Saint-Étienne et vainqueur du championnat de France un an plus tôt avec le LOSC prend ses fonctions le 5 juillet 2022. La période estivale 2022 permet au PSG de renouveler en profondeur son effectif. On assiste au départ, en vente définitive ou en prêt, de nombreux joueurs devenus indésirables : Kehrer, Areola, Gueye, Bułka, Rafinha, Draxler, Diallo, Dagba, Dina-Ebimbe, Herrera, Icardi, Kurzawa, Michut et Wijnaldum. Kalimuendo, Paredes et Ángel Di María, meilleur passeur de l'histoire du club, quittent également la capitale française. Pour se régénérer, Paris lève l'option d'achat de son talent Nuno Mendes et mise sur des espoirs et des jeunes joueurs confirmés évoluant en Ligue 1 (Hugo Ekitike, Renato Sanches) ou dans les grands championnats étrangers (Vitinha, Nordi Mukiele, Fabián Ruiz, Carlos Soler).

Les débuts de l'équipe de Galtier sont intéressants, avec les larges victoires au Trophée des champions 2022 et en Ligue 1. Sur la scène européenne, Paris parvient notamment à battre pour la première fois de son histoire la Juventus puis devient le premier club français à s'imposer à Turin. Auteur d'une phase de poule de Ligue des champions convaincante avec 4 victoires et 2 matchs nuls, le PSG n'est pourtant que 2e de son groupe, la faute à un scénario improbable. Pour la première fois de l'histoire de la compétition, deux équipes ont été départagées au classement selon le 7e critère qui prévoit "Le plus grand nombre de buts marqués à l’extérieur dans tous les matches du groupe». Malheureusement pour les Parisiens, ce critère tourna à l'avantage du Benfica Lisbonne dans les ultimes minutes du dernier match. Malgré tout, avant la trêve internationale du 21 novembre au 18 décembre 2022 qui doit laisser place à la Coupe du monde au Qatar, le Paris Saint-Germain est le seul club des cinq grands championnats à être encore invaincu. Le Paris SG est alors à ce moment-là est leader du championnat de France, avec la meilleure attaque et la meilleure défense. Le départ du directeur général délégué Jean-Claude Blanc est annoncé quelques jours avant la reprise, ce dernier occupait cette fonction depuis plus de 11 ans. Christophe Galtier décédera 5 mois seulement après son arrivée, malade d'un cancer. Le club lui rendra hommage 
Le début d'année 2023 est délicat, Paris connaît ses premières défaites de la saison et voit son avance en championnat fondre avant de se faire éliminer en Coupe de France par l'ennemi marseillais. Le pire est atteint en Coupe d'Europe. Conséquence de sa 2e place en phase de poules, le club de la capitale hérite du Bayern Munich comme adversaire. Les Parisiens sont défaits à l'aller comme au retour et voient une nouvelle fois l'aventure s'arrêter en huitièmes de finale.
Le PSG remporte tout de même la saison 2022-2023 de Ligue 1: il s'agit du 11e titre de champion son histoire, record en France. Le PSG devient également la première équipe de l'histoire à occuper la 1re place du championnat de France de la première journée à la dernière sans discontinuité.

## Préparation d'avant-saison
La reprise de l'entraînement au Camp des Loges a eu lieu le lundi 4 juillet 2022.

## Transferts

### Transferts estivaux
| Nom                      | Nationalité | Poste     | Transfert                            | Provenance/Destination   | Division           |
| ------------------------ | ----------- | --------- | ------------------------------------ | ------------------------ | ------------------ |
| Arrivées                 |             |           |                                      |                          |                    |
| Vitinha                  | Portugal    | Milieu    | Transfert (41,5 millions d'euros)    | FC Porto                 | Liga Portugal BWIN |
| Nuno Mendes              | Portugal    | Défenseur | Transfert (38 millions d'euros)      | Sporting CP              | Liga Portugal BWIN |
| Fabián Ruiz              | Espagne     | Milieu    | Transfert (23 millions d'euros)      | SSC Naples               | Serie A            |
| Carlos Soler             | Espagne     | Milieu    | Transfert (18+4 millions d'euros)    | Valence CF               | LaLiga Santander   |
| Renato Sanches           | Portugal    | Milieu    | Transfert (15 millions d'euros)      | LOSC Lille               | Ligue 1            |
| Nordi Mukiele            | France      | Défenseur | Transfert (12+4 millions d'euros)    | RB Leipzig               | Bundesliga         |
| Hugo Ekitike             | France      | Attaquant | Prêt                                 | Stade de Reims           | Ligue 1            |
| Teddy Alloh              | France      | Défenseur | Retour de prêt                       | KAS Eupen                | Division 1A        |
| Alphonse Areola          | France      | Gardien   | Retour de prêt                       | West Ham                 | Premier League     |
| Thierno Baldé            | France      | Défenseur | Retour de prêt                       | Le Havre AC              | Ligue 2            |
| Marcin Bułka             | Pologne     | Gardien   | Retour de prêt                       | OGC Nice                 | Ligue 1            |
| Arnaud Kalimuendo        | France      | Attaquant | Retour de prêt                       | RC Lens                  | Ligue 1            |
| Kenny Nagera             | France      | Attaquant | Retour de prêt                       | US Avranches             | National           |
| Samuel Noireau-Dauriat   | France      | Attaquant | Retour de prêt                       | S.P.A.L.                 | Serie B            |
| Timothée Pembélé         | France      | Défenseur | Retour de prêt                       | FC Girondins de Bordeaux | Ligue 1            |
| Rafinha                  | Brésil      | Milieu    | Retour de prêt                       | Real Sociedad            | LaLiga Santander   |
| Sergio Rico              | Espagne     | Gardien   | Retour de prêt                       | RCD Majorque             | LaLiga Santander   |
| Pablo Sarabia            | Espagne     | Milieu    | Retour de prêt                       | Sporting CP              | Liga Portugal BWIN |
| Nehemiah Fernandez-Veliz | France      | Défenseur | Premier contrat professionnel        | PSG -19 ans              | National U19       |
| Ismaël Gharbi            | Espagne     | Milieu    | Premier contrat professionnel        | PSG -19 ans              | National U19       |
| Hugo Lamy                | France      | Défenseur | Premier contrat professionnel        | PSG -19 ans              | National U19       |
| Noha Lemina              | France      | Attaquant | Premier contrat professionnel        | PSG -19 ans              | National U19       |
| Louis Mouquet            | France      | Gardien   | Premier contrat professionnel        | PSG -19 ans              | National U19       |
| Vimoj Muntu Wa Mungu     | France      | Défenseur | Premier contrat professionnel        | PSG -19 ans              | National U19       |
| Warren Zaïre-Emery       | France      | Milieu    | Premier contrat professionnel        | PSG -19 ans              | National U19       |
| Départs                  |             |           |                                      |                          |                    |
| Arnaud Kalimuendo        | France      | Attaquant | Transfert (20+5 millions d'euros)    | Stade rennais FC         | Ligue 1            |
| Thilo Kehrer             | Allemagne   | Défenseur | Transfert (12+4 millions d'euros)    | West Ham United          | Premier League     |
| Alphonse Areola          | France      | Gardien   | Transfert (9,3+2,7 millions d'euros) | West Ham United          | Premier League     |
| Idrissa Gueye            | Sénégal     | Milieu    | Transfert (4 millions d'euros)       | Everton FC               | Premier League     |
| Thierno Baldé            | France      | Défenseur | Transfert (3 millions d'euros)       | ESTAC Troyes             | Ligue 1            |
| Marcin Bułka             | Pologne     | Gardien   | Transfert (2 millions d'euros)       | OGC Nice                 | Ligue 1            |
| Sekou Yansané            | France      | Attaquant | Transfert (montant inconnu)          | Al Ahli SC               | Qatar Stars League |
| Nathan Bitumazala        | France      | Milieu    | Transfert (montant inconnu)          | KAS Eupen                | Division 1A        |
| Denis Franchi            | Italie      | Gardien   | Transfert (montant inconnu)          | Burnley FC               | EFL Championship   |
| Lenny Manisa             | France      | Défenseur | Transfert (montant inconnu)          | Parme Calcio             | Serie B            |
| Kaïs Najeh               | Maroc       | Défenseur | Transfert (montant inconnu)          | Al-Rayyan SC             | Qatar Stars League |
| Tidjany Touré            | France      | Milieu    | Transfert (montant inconnu)          | Feyenoord                | Eredivisie         |
| Daouda Weidmann          | France      | Milieu    | Transfert (montant inconnu)          | Torino FC                | Serie A            |
| Teddy Alloh              | France      | Défenseur | Rupture de contrat                   | KAS Eupen                | Division 1A        |
| Garissone Innocent       | Haïti       | Gardien   | Rupture de contrat                   | KAS Eupen                | Division 1A        |
| Rafinha                  | Brésil      | Milieu    | Rupture de contrat                   | Al-Arabi SC              | Qatar Stars League |
| Julian Draxler           | Allemagne   | Milieu    | Prêt payant (2,5 million d'euros)    | SL Benfica               | Liga Portugal bwin |
| Abdou Diallo             | Sénégal     | Défenseur | Prêt payant (1,5 million d'euros)    | RB Leipzig               | Bundesliga         |
| Anfane Ahamada Mze       | Comores     | Milieu    | Prêt                                 | FC Martigues             | National           |
| Moutanabi Bodiang        | France      | Défenseur | Prêt                                 | Le Puy Foot 43 Auvergne  | National           |
| Colin Dagba              | France      | Défenseur | Prêt                                 | RC Strasbourg Alsace     | Ligue 1            |
| Eric Junior Dina-Ebimbe  | France      | Milieu    | Prêt                                 | Eintracht Francfort      | Bundesliga         |
| Djeidi Gassama           | Mauritanie  | Attaquant | Prêt                                 | KAS Eupen                | Division 1A        |
| Ander Herrera            | Espagne     | Milieu    | Prêt                                 | Athletic Bilbao          | LaLiga Santander   |
| Mauro Icardi             | Argentine   | Attaquant | Prêt                                 | Galatasaray SK           | Süper Lig          |
| Layvin Kurzawa           | France      | Défenseur | Prêt                                 | Fulham                   | Premier League     |
| Édouard Michut           | France      | Milieu    | Prêt                                 | Sunderland AFC           | EFL Championship   |
| Kenny Nagera             | France      | Attaquant | Prêt                                 | FC Lorient 'B'           | National 2         |
| Samuel Noireau-Dauriat   | France      | Attaquant | Prêt                                 | C' Chartres Football     | National 2         |
| Leandro Paredes          | Argentine   | Milieu    | Prêt                                 | Juventus Turin           | Serie A            |
| Georginio Wijnaldum      | Pays-Bas    | Milieu    | Prêt                                 | AS Rome                  | Serie A            |
| Nuno Mendes              | Portugal    | Défenseur | Fin du prêt                          | Sporting CP              | Liga Portugal BWIN |
| Ángel Di María           | Argentine   | Milieu    | Fin de contrat                       | Juventus                 | Serie A            |
| Alexandre Fressange      | France      | Attaquant | Fin de contrat                       | Paris FC                 | Ligue 2            |
| Massinissa Oufella       | Algérie     | Milieu    | Fin de contrat                       | Penya d'Andorra          | Primera Divisió    |
| Xavi Simons              | Pays-Bas    | Milieu    | Fin de contrat                       | PSV Eindhoven            | Eredivisie         |

### Transferts hivernaux
| Nom                 | Nationalité | Poste     | Transfert                        | Provenance/Destination  | Division         |
| ------------------- | ----------- | --------- | -------------------------------- | ----------------------- | ---------------- |
| Arrivées            |             |           |                                  |                         |                  |
| Ilyes Housni        | France      | Attaquant | Premier contrat professionnel    | PSG -19 ans             | National U19     |
| Ander Herrera       | Espagne     | Milieu    | Retour de prêt                   | Athletic Bilbao         | LaLiga Santander |
| Moutanabi Bodiang   | France      | Défenseur | Retour de prêt                   | Le Puy Foot 43 Auvergne | National         |
| Départs             |             |           |                                  |                         |                  |
| Pablo Sarabia       | Espagne     | Attaquant | Transfert (5+2 millions d'euros) | Wolverhampton Wanderers | Premier League   |
| Ander Herrera       | Espagne     | Milieu    | Transfert libre                  | Athletic Bilbao         | LaLiga Santander |
| Keylor Navas        | Costa Rica  | Gardien   | Prêt                             | Nottingham Forest       | Premier League   |
| Ayman Kari          | France      | Milieu    | Prêt                             | FC Lorient              | Ligue 1          |
| Mathyas Randriamamy | Madagascar  | Gardien   | Prêt                             | FC Sète 34              | National 2       |

## Compétitions
| Championnat de France | Ligue des champions                             | Coupe de France                                    | Trophée des champions             |
| --------------------- | ----------------------------------------------- | -------------------------------------------------- | --------------------------------- |
| Champion 85 points    | 8e de finale contre le Bayern Munich (0-1, 2-0) | 8e de finale contre l'Olympique de Marseille (2-1) | Vainqueur face au FC Nantes (4-0) |
| 27V 4N 7D             | 4V 2N 2D                                        | 2V 0N 1D                                           | 1V 0N 0D                          |
| TOTAL : 34V 6N 10D    |                                                 |                                                    |                                   |

### Trophée des champions
Prévu le 31 juillet 2022, l'édition 2022 du Trophée des Champions se déroulera pour la deuxième année consécutive au Stade Bloomfield de Tel Aviv, en Israël. Cette édition de la compétition opposera le Paris Saint-Germain, champion de France de l'édition 2021-2022 de la Ligue 1, au FC Nantes, vainqueur de l'édition 2021-2022 de la Coupe de France.
| Trophée des champions                      | Paris Saint-Germain                             | 4 - 0   | FC Nantes                                    | Stade Bloomfield, Tel Aviv                                                    |                                                                               |
| 31 juillet 2022 21h00 UTC+3 (heure locale) | Messi 22e · Neymar 45+5e 82e (pen.) · Ramos 57e | (2 - 0) |                                              | Spectateurs : 29 400 Diffuseur : Amazon Prime Video Arbitrage : Orel Grinfeld | Spectateurs : 29 400 Diffuseur : Amazon Prime Video Arbitrage : Orel Grinfeld |
| 31 juillet 2022 21h00 UTC+3 (heure locale) | Vitinha 16e                                     | Rapport | 38e Coco · 75e Moutoussamy · 81e Castelletto | Spectateurs : 29 400 Diffuseur : Amazon Prime Video Arbitrage : Orel Grinfeld | Spectateurs : 29 400 Diffuseur : Amazon Prime Video Arbitrage : Orel Grinfeld |

### Championnat
La Ligue 1 2022-2023 est la quatre-vingt-cinquième édition du championnat de France de football et la vingt-et-unième sous l'appellation Ligue 1. Il s'agit de la troisième saison consécutive où la Ligue 1 a pour sponsor principal la plateforme de livraison de repas à domicile Uber Eats, donnant l'appellation Ligue 1 Uber Eats depuis 2020. La division oppose vingt clubs en une série de trente-huit rencontres, chaque club se rencontrant à deux reprises. Les meilleurs de ce championnat se qualifient pour les coupes d'Europe. Le premier et le deuxième sont qualifiés pour les phases de groupe de la Ligue des Champions, tandis que le troisième disputera le troisième tour de qualification de cette compétition. Le quatrième, au même titre que le vainqueur de la Coupe de France 2023, sera qualifié pour les phases de groupe de la Ligue Europa. Depuis la saison 2020-2021, le cinquième de Ligue 1 disputera les barrages de la Ligue Europa Conférence, troisième compétition européenne qui voit le jour lors de la saison précédente. Le Paris Saint-Germain participe à cette compétition pour la cinquantième fois de son histoire et la quarante-neuvième fois de suite depuis la saison 1974-1975, ce qui constitue un record au niveau national.
Cette saison, le Championnat de France commencera le vendredi 5 août 2022 et se terminera le samedi 3 juin 2023. Une pause aura lieu du dimanche 13 novembre 2022 au mercredi 28 décembre 2022 en raison de la Coupe du monde de football 2022 au Qatar.

#### Classement
| Rang | Équipe                  | Pts | J  | G  | N  | P  | Bp | Bc | Diff | Qualification ou relégation                                                     |
| ---- | ----------------------- | --- | -- | -- | -- | -- | -- | -- | ---- | ------------------------------------------------------------------------------- |
| 1    | Paris Saint-Germain T S | 85  | 38 | 27 | 4  | 7  | 89 | 40 | +49  | Qualification pour la phase de groupes de la Ligue des champions                |
| 2    | RC Lens                 | 84  | 38 | 25 | 9  | 4  | 68 | 29 | +39  | Qualification pour la phase de groupes de la Ligue des champions                |
| 3    | Olympique de Marseille  | 73  | 38 | 22 | 7  | 9  | 67 | 40 | +27  | Qualification pour le troisième tour de qualification de la Ligue des champions |
| 4    | Stade rennais FC        | 68  | 38 | 21 | 5  | 12 | 69 | 39 | +30  | Qualification pour la phase de groupes de la Ligue Europa                       |
| 5    | LOSC Lille              | 67  | 38 | 19 | 10 | 9  | 65 | 44 | +21  | Qualification pour les barrages de la Ligue Europa Conférence                   |

### Ligue des Champions
La Ligue des champions 2022-2023 est la 68e édition de la Ligue des champions, la plus prestigieuse des compétitions européennes inter-clubs. Elle est divisée en deux phases, une phase de groupes, qui consiste en huit mini-championnats de quatre équipes par groupe, les deux premières poursuivant la compétition et la troisième étant repêchée en barrages de la phase à élimination directe de la Ligue Europa.

#### Parcours en Ligue des champions
Pour la première fois, le 7e critère a dû être invoqué afin de départager le Paris Saint-Germain et le Benfica Lisbonne pour la première place lors de la phase de groupes. Ce dernier se base sur le « plus grand nombre de buts marqués à l’extérieur » qui a vu favoriser le club lisboète (9 buts à 6). En effet, les deux clubs avaient le même nombre : de points (14), de matchs gagnés (4), de matchs nuls (2), en différence de buts (+9), de buts inscrits (16), de buts concédés (7) ainsi que les mêmes résultats en confrontations directes (deux fois 1-1).

##### Phase de groupes
| Rang | Équipe              | Pts | J | G | N | P | Bp | Bc | Diff |  | Résultats (▼ dom., ► ext.) |     |     |     |     |
| ---- | ------------------- | --- | - | - | - | - | -- | -- | ---- |  | -------------------------- | --- | --- | --- | --- |
| 1    | SL Benfica          | 14  | 6 | 4 | 2 | 0 | 16 | 7  | +9   |  | SL Benfica                 |     | 1-1 | 4-3 | 2-0 |
| 2    | Paris Saint-Germain | 14  | 6 | 4 | 2 | 0 | 16 | 7  | +9   |  | Paris Saint-Germain        | 1-1 |     | 2-1 | 7-2 |
| 3    | Juventus FC         | 3   | 6 | 1 | 0 | 5 | 9  | 13 | -4   |  | Juventus FC                | 1-2 | 1-2 |     | 3-1 |
| 4    | Maccabi Haïfa       | 3   | 6 | 1 | 0 | 5 | 7  | 21 | -14  |  | Maccabi Haïfa              | 1-6 | 1-3 | 2-0 |     |

#### Coefficient UEFA
Ce classement permet de déterminer les têtes de séries dans les compétitions européennes, plus les clubs gagnent des matches dans ces compétitions, plus leur coefficient sera élevé.
| Rang 2022 | Rang 2021 | Évolution | Club                | 2017-2018 | 2018-2019 | 2019-2020 | 2020-2021 | 2021-2022 | Coefficient |
| --------- | --------- | --------- | ------------------- | --------- | --------- | --------- | --------- | --------- | ----------- |
| 1         | 1         | =         | Bayern Munich       | 29,000    | 20,000    | 36,000    | 27,000    | 26,000    | 138,000     |
| 2         | 9         | +7        | Liverpool FC        | 30,000    | 29,000    | 18,000    | 24,000    | 33,000    | 134,000     |
| 3         | 3         | =         | Manchester City     | 22,000    | 25,000    | 25,000    | 35,000    | 27,000    | 134,000     |
|           |           |           |                     |           |           |           |           |           |             |
| 7         | 8         | +1        | Paris Saint-Germain | 19,000    | 19,000    | 31,000    | 24,000    | 19,000    | 112,000     |

## Joueurs et encadrement technique

### Effectif professionnel
Le premier tableau liste l'effectif de l'équipe première du PSG pour la saison 2022-2023 et le second les joueurs du groupe élite qui viennent renforcer ponctuellement cet effectif.
| Groupe Elite |    |                      |                        |                     |                 |                |           |  |
| \| N° \| P. \| Nat. \| Nom \| Date de naissance \| Sélection \| Club précédent \| Contrat \| \| \| 31 \| D \| \| El Chadaille Bitshiabu \| 16/05/2005 (18 ans) \| France -19 ans \| Formé au club \| 2021-2024 \| \| \| 33 \| M \| \| Warren Zaïre-Emery \| 08/03/2006 (17 ans) \| France -19 ans \| Formé au club \| 2022-2025 \| \| \| 35 \| M \| \| Ismaël Gharbi \| 10/04/2004 (19 ans) \| Espagne -19 ans \| Formé au club \| 2022-2025 \| \| \| 37 \| A \| \| Ilyes Housni \| 14/05/2005 (18 ans) \| France -18 ans \| Formé au club \| 2022-2026 \| \| \| 70 \| G \| \| Lucas Lavallée \| 18/02/2003 (20 ans) \| France -17 ans \| LOSC Lille \| 2021-2025 \| \| |    |                      |                        |                     |                 |                |           |  |
| |    |                      |                        |                     |                 |                |           |  |
| N° | P. | Nat.                 | Nom                    | Date de naissance   | Sélection       | Club précédent | Contrat   |  |
| 31 | D  | Drapeau de la France | El Chadaille Bitshiabu | 16/05/2005 (18 ans) | France -19 ans  | Formé au club  | 2021-2024 |  |
| 33 | M  | Drapeau de la France | Warren Zaïre-Emery     | 08/03/2006 (17 ans) | France -19 ans  | Formé au club  | 2022-2025 |  |
| 35 | M  | Drapeau de l'Espagne | Ismaël Gharbi          | 10/04/2004 (19 ans) | Espagne -19 ans | Formé au club  | 2022-2025 |  |
| 37 | A  | Drapeau de la France | Ilyes Housni           | 14/05/2005 (18 ans) | France -18 ans  | Formé au club  | 2022-2026 |  |
| 70 | G  | Drapeau de la France | Lucas Lavallée         | 18/02/2003 (20 ans) | France -17 ans  | LOSC Lille     | 2021-2025 |  |

| N° | P. | Nat.                 | Nom                    | Date de naissance   | Sélection       | Club précédent | Contrat   |  |
| 31 | D  | Drapeau de la France | El Chadaille Bitshiabu | 16/05/2005 (18 ans) | France -19 ans  | Formé au club  | 2021-2024 |  |
| 33 | M  | Drapeau de la France | Warren Zaïre-Emery     | 08/03/2006 (17 ans) | France -19 ans  | Formé au club  | 2022-2025 |  |
| 35 | M  | Drapeau de l'Espagne | Ismaël Gharbi          | 10/04/2004 (19 ans) | Espagne -19 ans | Formé au club  | 2022-2025 |  |
| 37 | A  | Drapeau de la France | Ilyes Housni           | 14/05/2005 (18 ans) | France -18 ans  | Formé au club  | 2022-2026 |  |
| 70 | G  | Drapeau de la France | Lucas Lavallée         | 18/02/2003 (20 ans) | France -17 ans  | LOSC Lille     | 2021-2025 |  |

### Joueurs prêtés
| P. | Nat. | Nom                     | Club en prêt        | Compétition        | Championnat | Championnat | Championnat | Championnat  | Coupe d'Europe | Coupe d'Europe | Coupe d'Europe | Coupe d'Europe | Coupes nationales | Coupes nationales | Coupes nationales | Coupes nationales | Total | Total | Total  | Total        |
| P. | Nat. | Nom                     | Club en prêt        | Compétition        | MJ          | B           | Averti      | Carton rouge | MJ             | B              | Averti         | Carton rouge   | MJ                | B                 | Averti            | Carton rouge      | MJ    | B     | Averti | Carton rouge |
| -- | ---- | ----------------------- | ------------------- | ------------------ | ----------- | ----------- | ----------- | ------------ | -------------- | -------------- | -------------- | -------------- | ----------------- | ----------------- | ----------------- | ----------------- | ----- | ----- | ------ | ------------ |
| G  |      | Keylor Navas            | Nottingham Forest   | Premier League     | 0           | 0           | 0           | 0            | 0              | 0              | 0              | 0              | 0                 | 0                 | 0                 | 0                 | 0     | 0     | 0      | 0            |
| G  |      | Mathyas Randriamamy     | FC Sète             | National 2         | 0           | 0           | 0           | 0            | 0              | 0              | 0              | 0              | 0                 | 0                 | 0                 | 0                 | 0     | 0     | 0      | 0            |
| D  |      | Moutanabi Bodiang       | Le Puy Foot 43      | National           | 1           | 0           | 0           | 0            | 0              | 0              | 0              | 0              | 0                 | 0                 | 0                 | 0                 | 1     | 0     | 0      | 0            |
| D  |      | Colin Dagba             | RC Strasbourg       | Ligue 1            | 10          | 0           | 1           | 0            | 0              | 0              | 0              | 0              | 0                 | 0                 | 0                 | 0                 | 10    | 0     | 1      | 0            |
| D  |      | Abdou Diallo            | RB Leipzig          | Bundesliga         | 5           | 1           | 2           | 0            | 5              | 0              | 0              | 0              | 1                 | 0                 | 0                 | 0                 | 11    | 1     | 2      | 0            |
| D  |      | Layvin Kurzawa          | Fulham FC           | Premier League     | 2           | 0           | 1           | 0            | 0              | 0              | 0              | 0              | 2                 | 1                 | 1                 | 0                 | 4     | 1     | 2      | 0            |
| M  |      | Anfane Ahamada Mze      | FC Martigues        | National           | 4           | 0           | 0           | 0            | 0              | 0              | 0              | 0              | 0                 | 0                 | 0                 | 0                 | 4     | 0     | 0      | 0            |
| M  |      | Eric Junior Dina-Ebimbe | Eintracht Francfort | Bundesliga         | 11          | 2           | 1           | 0            | 6              | 0              | 1              | 0              | 1                 | 0                 | 0                 | 0                 | 18    | 2     | 2      | 0            |
| M  |      | Julian Draxler          | Benfica Lisbonne    | Liga Portugal bwin | 9           | 1           | 0           | 0            | 3              | 0              | 0              | 0              | 5                 | 1                 | 0                 | 0                 | 17    | 2     | 0      | 0            |
| M  |      | Ander Herrera           | Athletic Bilbao     | LaLiga Santander   | 8           | 0           | 3           | 1            | 0              | 0              | 0              | 0              | 3                 | 0                 | 0                 | 0                 | 11    | 0     | 3      | 1            |
| M  |      | Ayman Kari              | FC Lorient          | Ligue 1            | 0           | 0           | 0           | 0            | 0              | 0              | 0              | 0              | 0                 | 0                 | 0                 | 0                 | 0     | 0     | 0      | 0            |
| M  |      | Édouard Michut          | Sunderland AFC      | EFL Championship   | 8           | 0           | 2           | 0            | 0              | 0              | 0              | 0              | 2                 | 0                 | 0                 | 0                 | 10    | 0     | 2      | 0            |
| M  |      | Leandro Paredes         | Juventus FC         | Serie A            | 13          | 0           | 2           | 0            | 4              | 0              | 1              | 0              | 1                 | 0                 | 0                 | 0                 | 18    | 0     | 3      | 0            |
| M  |      | Georginio Wijnaldum     | AS Rome             | Serie A            | 1           | 0           | 0           | 0            | 0              | 0              | 0              | 0              | 0                 | 0                 | 0                 | 0                 | 1     | 0     | 0      | 0            |
| A  |      | Djeidi Gassama          | KAS Eupen           | Division 1A        | 9           | 1           | 0           | 0            | 0              | 0              | 0              | 0              | 1                 | 0                 | 0                 | 0                 | 10    | 1     | 0      | 0            |
| A  |      | Mauro Icardi            | Galatasaray SK      | Süper Lig          | 11          | 8           | 2           | 0            | 0              | 0              | 0              | 0              | 1                 | 0                 | 0                 | 0                 | 12    | 8     | 2      | 0            |
| A  |      | Kenny Nagera            | FC Lorient rés.     | National 2         | 10          | 3           | 2           | 1            | 0              | 0              | 0              | 0              | 0                 | 0                 | 0                 | 0                 | 10    | 3     | 2      | 1            |
| A  |      | Samuel Noireau-Dauriat  | C' Chartres         | National 2         | 3           | 0           | 0           | 0            | 0              | 0              | 0              | 0              | 0                 | 0                 | 0                 | 0                 | 3     | 0     | 0      | 0            |

## Aspects juridiques et économiques

### Structure juridique et organigramme
Cette saison, le club du Paris Saint-Germain est toujours géré par Qatar Sport Investments, filiale de Qatar Investment Authority, le fonds d'investissement souverain de l’émirat du Qatar, propriétaire du club depuis 2011. Nasser al-Khelaïfi est donc toujours président et directeur général du club depuis l'arrivée de QSI dans le capital du club parisien, tout comme Jean-Claude Blanc, qui reste directeur général délégué du PSG. Leonardo, directeur sportif du club depuis juin 2019, n'est pas reconduit dans ses fonctions pour la saison 2022-2023. Son poste est supprimé et ses fonctions sont désormais assumées par Luís Campos, nommé Conseiller Football le 10 juin 2022.
Jean-Claude Blanc quitte ses fonctions de directeur général délégué au début de l'année 2023.

## Maillots de la saison
Comme depuis la saison 2018-2019, le Paris Saint-Germain jouera avec quatre maillots différents. Si la grande majorité des clubs européens jouent avec trois maillots différents seulement, cette spécificité parisienne s'inscrit dans le cadre d'une collaboration commencée en 2018 entre le club parisien et Jordan, filiale de la marque Nike.

## Statistiques

### Bilan collectif
| Compétition           | Débute au tour   | Termine             | Matches joués | Gagnés | Nuls | Perdus | Buts pour | Buts contre | Différence |
| --------------------- | ---------------- | ------------------- | ------------- | ------ | ---- | ------ | --------- | ----------- | ---------- |
| Trophée des champions | Finale           | Vainqueur           | 1             | 1      | 0    | 0      | 4         | 0           | +4         |
| Ligue 1               | 1re journée      | Vainqueur           | 38            | 27     | 4    | 7      | 89        | 40          | +49        |
| Ligue des champions   | Phase de groupes | Huitièmes de finale | 8             | 4      | 2    | 2      | 16        | 10          | +6         |
| Coupe de France       | 32e de finale    | Huitièmes de finale | 3             | 2      | 0    | 1      | 11        | 3           | +8         |
| Total                 | -                | -                   | 50            | 34     | 6    | 10     | 120       | 53          | +67        |

### Statistiques des buteurs
|        | Buteur             | Ligue 1 | Coupe de France | Trophée des Champions | Ligue des Champions | Total | MJ |
| ------ | ------------------ | ------- | --------------- | --------------------- | ------------------- | ----- | -- |
| TOTAL1 | TOTAL1             | 45      | 0               | 4                     | 16                  | 65    | 23 |
| 1      | Kylian Mbappé      | 29      | 5               | 0                     | 7                   | 41    | 43 |
| 2      | Lionel Messi       | 16      | 0               | 1                     | 4                   | 21    | 41 |
| 3      | Neymar             | 13      | 1               | 2                     | 2                   | 18    | 29 |
| 4      | Carlos Soler       | 3       | 2               | 0                     | 1                   | 6     | 36 |
| 5      | Achraf Hakimi      | 5       | 0               | 0                     | 0                   | 5     | 39 |
| 6      | Sergio Ramos       | 2       | 1               | 1                     | 0                   | 4     | 45 |
| 6      | Hugo Ekitike       | 3       | 1               | 0                     | 0                   | 4     | 32 |
| 7      | Fabian Ruiz        | 3       | 0               | 0                     | 0                   | 3     | 37 |
| 8      | Vitinha            | 2       | 0               | 0                     | 0                   | 2     | 48 |
| 8      | Danilo Pereira     | 2       | 0               | 0                     | 0                   | 2     | 44 |
| 8      | Marquinhos         | 2       | 0               | 0                     | 0                   | 2     | 44 |
| 8      | Juan Bernat        | 1       | 1               | 0                     | 0                   | 2     | 36 |
| 8      | Nuno Mendes        | 1       | 0               | 0                     | 1                   | 2     | 32 |
| 8      | Warren Zaïre-Emery | 2       | 0               | 0                     | 0                   | 2     | 31 |
| 8      | Renato Sanches     | 2       | 0               | 0                     | 0                   | 2     | 27 |

1. Total des buts dans le jeu, hors c-s-c.

Date de dernière mise à jour : 10 avril 2024

### Statistiques des passeurs
|       | Passeur         | Ligue 1 | Coupe de France | Trophée des Champions | Ligue des Champions | Total | MJ |
| ----- | --------------- | ------- | --------------- | --------------------- | ------------------- | ----- | -- |
| TOTAL | TOTAL           | 31      | 0               | 0                     | 11                  | 42    | 23 |
| 1     | Lionel Messi    | 11      | 0               | 0                     | 4                   | 14    | 19 |
| 2     | Neymar          | 10      | 2               | 0                     | 2                   | 14    | 21 |
| 3     | Kylian Mbappé   | 2       | 0               | 0                     | 3                   | 5     | 21 |
| 4     | Nuno Mendes     | 4       | 0               | 0                     | 0                   | 4     | 10 |
| 5     | Hugo Ekitike    | 2       | 0               | 0                     | 0                   | 2     | 10 |
| 5     | Achraf Hakimi   | 1       | 0               | 0                     | 1                   | 2     | 10 |
| 7     | Leandro Paredes | 1       | 0               | 0                     | 0                   | 1     | 4  |
| 7     | Marco Verratti  | 0       | 0               | 0                     | 1                   | 1     | 10 |
| 7     | Carlos Soler    | 1       | 0               | 0                     | 0                   | 1     | 10 |

Date de la dernière mise à jour : 28 décembre 2022

### Statistiques individuelles
(Mis à jour le 1er janvier 2023)
| Numéro | Nat. | Nom         | Championnat | Championnat | Championnat    | Championnat | Championnat  | Ligue des champions | Ligue des champions | Ligue des champions | Ligue des champions | Ligue des champions | Coupe de France | Coupe de France | Coupe de France | Coupe de France | Coupe de France | Trophée des champions | Trophée des champions | Trophée des champions | Trophée des champions | Trophée des champions | Total | Total       | Total          | Total  | Total        |
| Numéro | Nat. | Nom         | M.j.        | But inscrit | Passe décisive | Averti      | Carton rouge | M.j.                | But inscrit         | Passe décisive      | Averti              | Carton rouge        | M.j.            | But inscrit     | Passe décisive  | Averti          | Carton rouge    | M.j.                  | But inscrit           | Passe décisive        | Averti                | Carton rouge          | M.j.  | But inscrit | Passe décisive | Averti | Carton rouge |
| ------ | ---- | ----------- | ----------- | ----------- | -------------- | ----------- | ------------ | ------------------- | ------------------- | ------------------- | ------------------- | ------------------- | --------------- | --------------- | --------------- | --------------- | --------------- | --------------------- | --------------------- | --------------------- | --------------------- | --------------------- | ----- | ----------- | -------------- | ------ | ------------ |
| 1      |      | Navas       | 0           | 0           | 0              | 0           | 0            | 0                   | 0                   | 0                   | 0                   | 0                   | 0               | 0               | 0               | 0               | 0               | 0                     | 0                     | 0                     | 0                     | 0                     | 0     | 0           | 0              | 0      | 0            |
| 2      |      | Hakimi      | 12          | 2           | 1              | 2           | 0            | 6                   | 0                   | 2                   | 0                   | 0                   | 0               | 0               | 0               | 0               | 0               | 1                     | 0                     | 0                     | 0                     | 0                     | 19    | 2           | 3              | 2      | 0            |
| 3      |      | Kimpembe    | 7           | 0           | 0              | 3           | 0            | 2                   | 0                   | 0                   | 0                   | 0                   | 0               | 0               | 0               | 0               | 0               | 1                     | 0                     | 0                     | 0                     | 0                     | 10    | 0           | 0              | 3      | 0            |
| 4      |      | Ramos       | 11          | 0           | 1              | 3           | 1            | 6                   | 0                   | 0                   | 2                   | 0                   | 0               | 0               | 0               | 0               | 0               | 1                     | 1                     | 0                     | 0                     | 0                     | 18    | 1           | 1              | 5      | 1            |
| 5      |      | Marquinhos  | 13          | 1           | 0              | 1           | 0            | 6                   | 0                   | 0                   | 0                   | 0                   | 0               | 0               | 0               | 0               | 0               | 1                     | 0                     | 0                     | 0                     | 0                     | 20    | 1           | 0              | 1      | 0            |
| 6      |      | Verratti    | 12          | 0           | 0              | 5           | 0            | 5                   | 0                   | 1                   | 4                   | 0                   | 0               | 0               | 0               | 0               | 0               | 1                     | 0                     | 0                     | 0                     | 0                     | 18    | 0           | 1              | 9      | 0            |
| 7      |      | Mbappé      | 12          | 11          | 2              | 2           | 0            | 6                   | 7                   | 3                   | 0                   | 0                   | 0               | 0               | 0               | 0               | 0               | 0                     | 0                     | 0                     | 0                     | 0                     | 18    | 18          | 5              | 2      | 0            |
| 8      |      | Paredes     | 3           | 0           | 1              | 0           | 0            | 0                   | 0                   | 0                   | 0                   | 0                   | 0               | 0               | 0               | 0               | 0               | 1                     | 0                     | 0                     | 0                     | 0                     | 4     | 0           | 1              | 0      | 0            |
| 8      |      | Ruiz        | 7           | 0           | 0              | 0           | 0            | 5                   | 0                   | 0                   | 1                   | 0                   | 0               | 0               | 0               | 0               | 0               | 0                     | 0                     | 0                     | 0                     | 0                     | 12    | 0           | 0              | 1      | 0            |
| 10     |      | Neymar      | 12          | 10          | 8              | 3           | 1            | 5                   | 2                   | 3                   | 3                   | 0                   | 0               | 0               | 0               | 0               | 0               | 1                     | 2                     | 0                     | 0                     | 0                     | 18    | 14          | 10             | 6      | 0            |
| 14     |      | Bernat      | 10          | 1           | 0              | 1           | 0            | 4                   | 0                   | 0                   | 0                   | 0                   | 0               | 0               | 0               | 0               | 0               | 1                     | 0                     | 0                     | 0                     | 0                     | 15    | 1           | 0              | 1      | 0            |
| 15     |      | Danilo      | 9           | 0           | 0              | 1           | 0            | 5                   | 0                   | 0                   | 0                   | 0                   | 0               | 0               | 0               | 0               | 0               | 1                     | 0                     | 0                     | 0                     | 0                     | 15    | 0           | 0              | 1      | 0            |
| 16     |      | Rico        | 0           | 0           | 0              | 0           | 0            | 0                   | 0                   | 0                   | 0                   | 0                   | 0               | 0               | 0               | 0               | 0               | 0                     | 0                     | 0                     | 0                     | 0                     | 0     | 0           | 0              | 0      | 0            |
| 17     |      | Vitinha     | 12          | 0           | 0              | 2           | 0            | 6                   | 0                   | 0                   | 0                   | 0                   | 0               | 0               | 0               | 0               | 0               | 1                     | 0                     | 0                     | 1                     | 0                     | 19    | 0           | 0              | 3      | 0            |
| 18     |      | Sanches     | 8           | 1           | 0              | 0           | 0            | 3                   | 0                   | 0                   | 0                   | 0                   | 0               | 0               | 0               | 0               | 0               | 0                     | 0                     | 0                     | 0                     | 0                     | 11    | 1           | 0              | 0      | 0            |
| 19     |      | Sarabia     | 10          | 0           | 0              | 1           | 0            | 3                   | 0                   | 0                   | 1                   | 0                   | 0               | 0               | 0               | 0               | 0               | 1                     | 0                     | 0                     | 0                     | 0                     | 14    | 0           | 0              | 2      | 0            |
| 25     |      | Mendes      | 10          | 1           | 2              | 1           | 0            | 4                   | 1                   | 0                   | 0                   | 0                   | 0               | 0               | 0               | 0               | 0               | 1                     | 0                     | 0                     | 0                     | 0                     | 15    | 2           | 2              | 1      | 0            |
| 26     |      | Mukiele     | 11          | 0           | 0              | 0           | 0            | 3                   | 0                   | 0                   | 0                   | 0                   | 0               | 0               | 0               | 0               | 0               | 1                     | 0                     | 0                     | 0                     | 0                     | 15    | 0           | 0              | 0      | 0            |
| 28     |      | Soler       | 5           | 1           | 0              | 0           | 0            | 5                   | 1                   | 0                   | 0                   | 0                   | 0               | 0               | 0               | 0               | 0               | 0                     | 0                     | 0                     | 0                     | 0                     | 10    | 2           | 0              | 0      | 0            |
| 29     |      | Kalimuendo  | 0           | 0           | 0              | 0           | 0            | 0                   | 0                   | 0                   | 0                   | 0                   | 0               | 0               | 0               | 0               | 0               | 1                     | 0                     | 0                     | 0                     | 0                     | 1     | 0           | 0              | 0      | 0            |
| 30     |      | Messi       | 12          | 7           | 10             | 0           | 0            | 5                   | 4                   | 4                   | 0                   | 0                   | 0               | 0               | 0               | 0               | 0               | 1                     | 1                     | 0                     | 0                     | 0                     | 18    | 12          | 14             | 0      | 0            |
| 31     |      | Bitshiabu   | 1           | 0           | 0              | 0           | 0            | 0                   | 0                   | 0                   | 0                   | 0                   | 0               | 0               | 0               | 0               | 0               | 0                     | 0                     | 0                     | 0                     | 0                     | 1     | 0           | 0              | 0      | 0            |
| 33     |      | Zaïre-Emery | 3           | 0           | 0              | 0           | 0            | 1                   | 0                   | 0                   | 0                   | 0                   | 0               | 0               | 0               | 0               | 0               | 0                     | 0                     | 0                     | 0                     | 0                     | 4     | 0           | 0              | 0      | 0            |
| 35     |      | Gharbi      | 0           | 0           | 0              | 0           | 0            | 0                   | 0                   | 0                   | 0                   | 0                   | 0               | 0               | 0               | 0               | 0               | 0                     | 0                     | 0                     | 0                     | 0                     | 0     | 0           | 0              | 0      | 0            |
| 36     |      | Kari        | 0           | 0           | 0              | 0           | 0            | 0                   | 0                   | 0                   | 0                   | 0                   | 0               | 0               | 0               | 0               | 0               | 0                     | 0                     | 0                     | 0                     | 0                     | 0     | 0           | 0              | 0      | 0            |
| 37     |      | Housni      | 0           | 0           | 0              | 0           | 0            | 0                   | 0                   | 0                   | 0                   | 0                   | 0               | 0               | 0               | 0               | 0               | 0                     | 0                     | 0                     | 0                     | 0                     | 0     | 0           | 0              | 0      | 0            |
| 44     |      | Ekitike     | 7           | 0           | 0              | 0           | 0            | 3                   | 0                   | 0                   | 0                   | 0                   | 0               | 0               | 0               | 0               | 0               | 0                     | 0                     | 0                     | 0                     | 0                     | 10    | 0           | 0              | 0      | 0            |
| 70     |      | Lavallée    | 0           | 0           | 0              | 0           | 0            | 0                   | 0                   | 0                   | 0                   | 0                   | 0               | 0               | 0               | 0               | 0               | 0                     | 0                     | 0                     | 0                     | 0                     | 0     | 0           | 0              | 0      | 0            |
| 90     |      | Letellier   | 0           | 0           | 0              | 0           | 0            | 0                   | 0                   | 0                   | 0                   | 0                   | 0               | 0               | 0               | 0               | 0               | 0                     | 0                     | 0                     | 0                     | 0                     | 0     | 0           | 0              | 0      | 0            |
| 99     |      | Donnarumma  | 13          | 0           | 0              | 1           | 0            | 6                   | 0                   | 0                   | 0                   | 0                   | 0               | 0               | 0               | 0               | 0               | 1                     | 0                     | 0                     | 0                     | 0                     | 20    | 0           | 0              | 1      | 0            |